# Sally Dark Rides

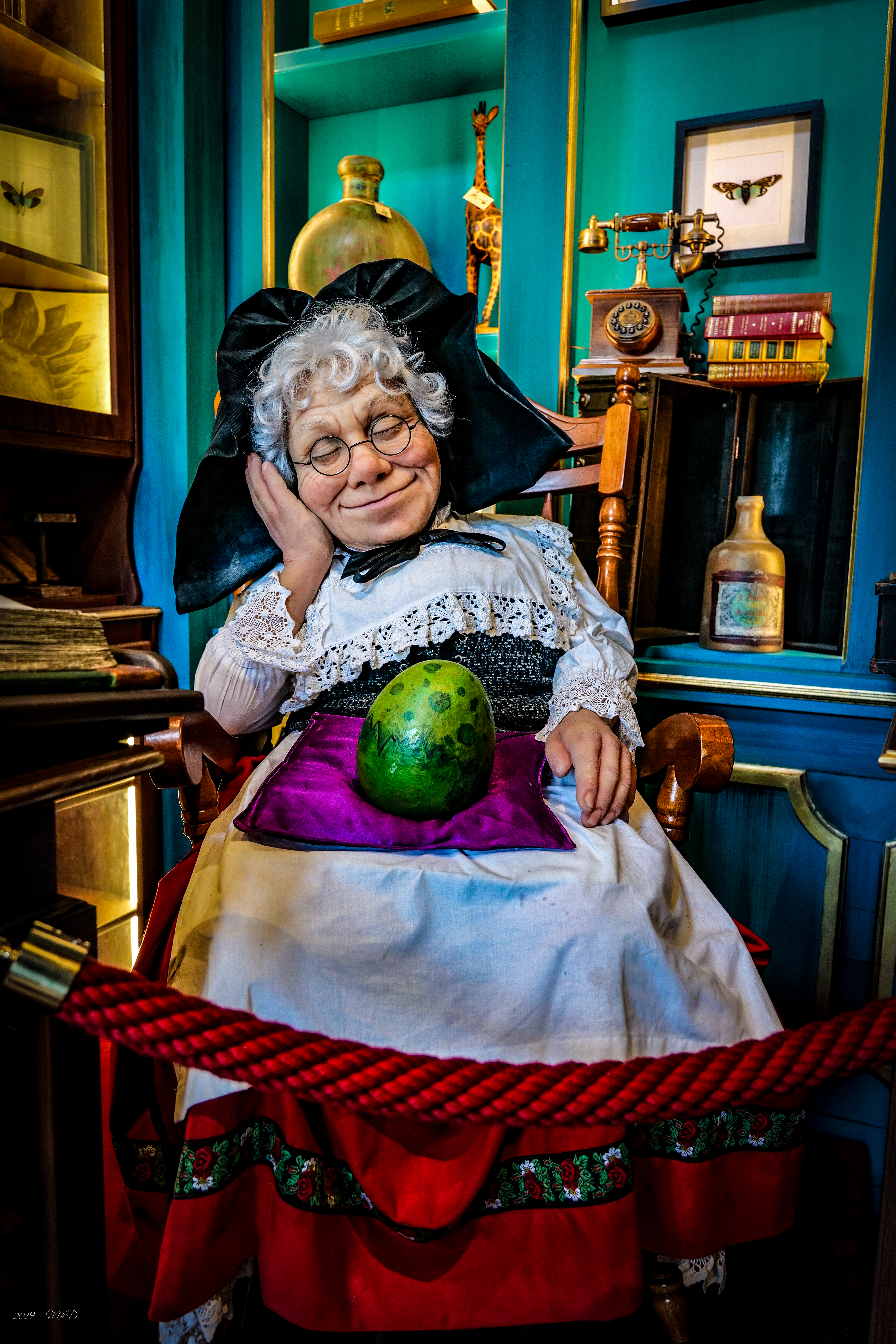
Animatronic in de darkride Madame Freudenreich Curiosités geproduceerd door Sally Dark Rides.

Sally Dark Rides, voorheen Sally Corporation, is een bouwer van decoratie voor met name pretparkattracties. Het bedrijf richt zich met name op de realisatie van animatronics en is wereldwijd actief.
Sally Dark Rides is opgericht in 1977 door John Wood, John Fox and John Rob Holland. Echter hield het bedrijf zich afhankelijk bezig met de bouw van animatronics. In 1983 verliet John Fox het bedrijf, waarop Rob Holland vijf jaar later volgde. Eind jaren 80, begin jaren 90 van de 20e eeuw begon Sally Dark Rides zijn aanbod uit te breiden met het ontwerpen en produceren van interactieve darkrides.

## Producten
Categorie · Afbeeldingen